# 夏洛特·金的遭遇
《夏洛特·金的遭遇》（英語："Did You Hear What Happened to Charlotte King?"）是美国电视医疗剧《私人诊所》第四季的第七集，也是全剧的第61集，由珊达·莱梅斯编剧，阿利森·利迪-布朗执导，于2010年11月4日经美国广播公司在美国首播。这部电视剧主要围绕某私家诊所工作的多名青年医生展开，《夏洛特·金的遭遇》则讲述剧中人物夏洛特·金（卡迪·斯特瑞兰德饰）遭强奸后发生的故事。
本集的剧本创作得到美国反强奸、虐待和乱伦国家网络组织协助，以斯特瑞兰德饰演的金为核心，力求准确描绘强奸受害者的恢复过程。尼古拉斯·布伦登在剧中客串出演李·麦克亨利，布鲁·德克特诠释乔·普莱斯警探。《夏洛特·金的遭遇》获得评论界好评，斯特瑞兰德的演出和扮演的人物颇受肯定，她和莱梅斯以及剧集本身都得到多个奖项提名，其中部分获奖。本集首播期间共有约1018万观众收看，18至49岁年龄段的尼尔森家庭收视比率为3.9/11，在首播当晚的所有美国电视节目中排名第五。

## 剧情
剧集以圣安布罗斯医院开场，主任医师夏洛特·金（Charlotte King，卡迪·斯特瑞兰德饰）在办公室遭强奸后躲进医院的补给品壁橱，但被替代医学专家皮特·怀尔德（Pete Wilder，蒂姆·达利饰）找到。怀尔德经检视发现金的手腕、眼窝和鼻子上都存在骨折，手臂上还有很深的割伤，于是安排她住院治疗。面对怀尔德的询问，金谎称自己是遇到抢劫受伤。怀尔德随即报警，金打电话给男友库珀·弗里德曼（Cooper Freedman，保罗·安德斯坦饰）医生，但弗里德曼此时正同阿梅利亚·谢泼德（Amelia Shepherd，卡特琳娜·斯柯松饰）和山姆·贝内特（Sam Bennett，泰雅·迪格斯饰）医生出门饮酒，所以金联系不上他。李·麦克亨利（Lee McHenry，尼古拉斯·布兰登饰）因衣服上有血迹被带到警局问话，精神科医生谢尔顿·华莱士（Sheldon Wallace，布莱恩·奔本饰）协助盘问。护士用相机拍下金的伤势后，艾迪生·蒙哥马利（Addison Montgomery，凯特·沃什饰）意识到金是被强奸了，于是把强奸试剂盒拿给对方。但是，金在骨盆检查时拒绝配合使用试剂盒，要求蒙哥马利不要把她受伤的真实原因告诉任何人。弗里德曼同谢泼德和贝内特一起赶到医院，对金的伤势如此严重感到吃惊。到了CT扫描时，金又不肯吃止疼药，担心会产生药物依赖。谢泼德于是告诉金，自己的酒瘾再度复发，金表示愿意带她去参加匿名戒酒会。两人同病相怜，彼此情谊加深。谢泼德给金缝合伤口，后者非常疼痛，弗里德曼在此过程中倍感无能，对没能好好保护女友深感自责。
经过审讯，麦克亨利向华莱士承认他在发现女友不忠后非常生气，但衣服上并非她的血迹。蒙哥马利再度劝金上报强奸案，但金还是不愿意，称她也不知道到底什么样的情况才能算被强奸。怀尔德使用替代医学疗法帮助金缓解疼痛，精神科医生维奥勒特·特纳（Violet Turner，艾米·布伦尼曼饰）曾在一年前怀孕期间遭人绑架，与金的遭遇类似，所以不愿同金谈论强奸案发经过，还对这家诊所里有那么多人沦为暴力罪行的受害者感到郁愤，纳闷是否所有人都受到诅咒。贝内特想回家休息，这令蒙哥马利颇感愤怒。金想要写下笔录，说明她是在医院里遭人侵犯，但弗里德曼建议由他人代写，金对弗里德曼把她称为“受害人”感到恼怒，因而对他大吵大嚷。弗里德曼之后走进金的办公室，看到现场一片狼藉后不禁落泪。麦克亨利供认之前强奸过某个女人，然后突然殴打华莱士，直到被警员制服。贝内特和蒙哥马利在救护车停车场交谈，贝内特表示他对蒙哥马利的情绪波动颇感疑惑，觉得她应该是有什么事情瞒着他，蒙哥马利则希望他承诺，永远都不会丢下她独自一人。弗里德曼帮金穿好衣服，金向他表明爱意，说自己想要回家。警方以拒捕、袭警及审讯时殴打华莱士的罪名逮捕麦克亨利，但警探乔·普莱斯（Joe Price）表示，需要受害人提出控罪才能以强奸罪名起诉被告。节目最后，金在弗里德曼的扶助下走出医院，案发的闪回镜头显示麦克亨利正是强奸她的人。

## 制作

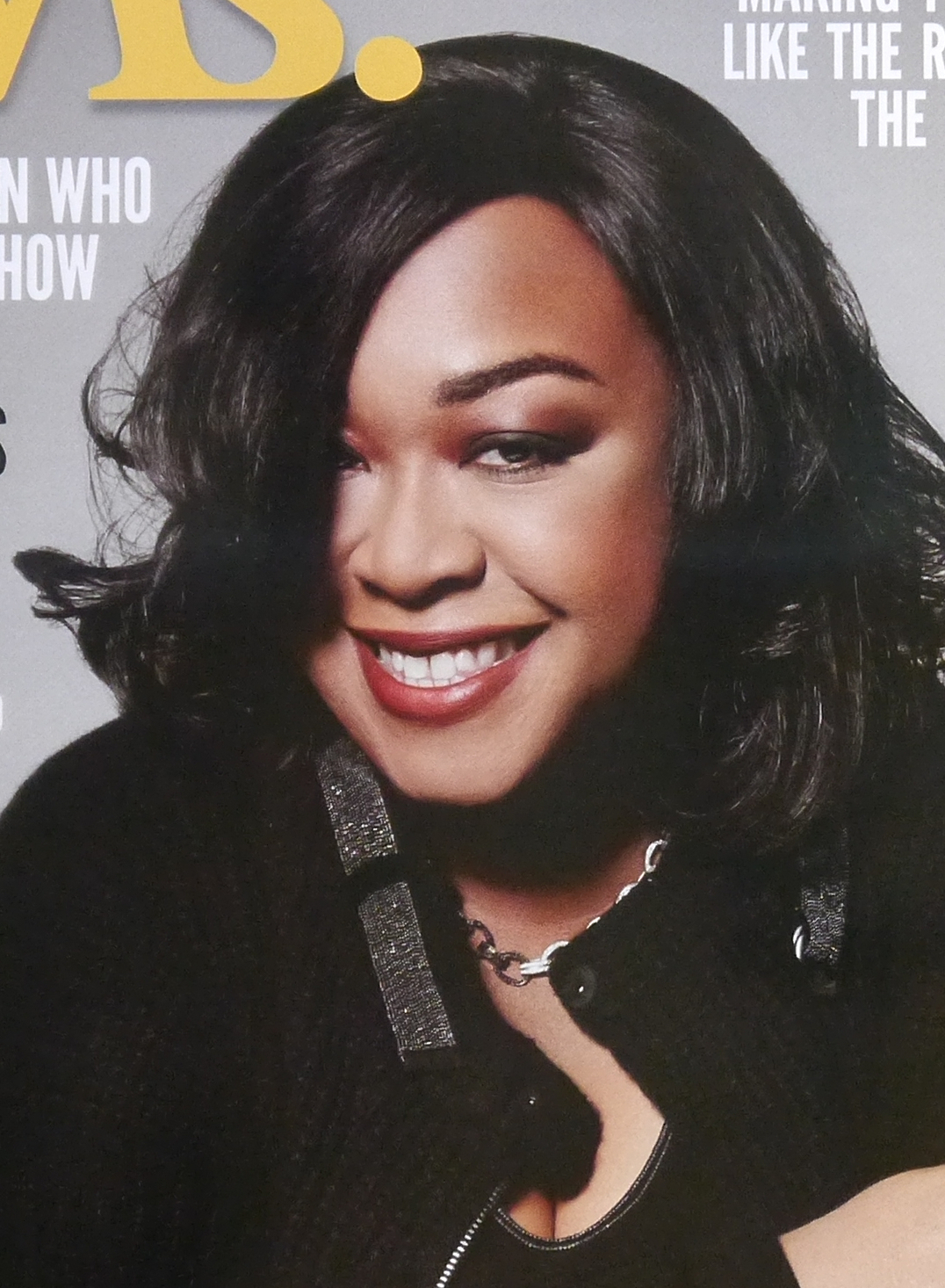
编剧珊达·莱梅斯称《夏洛特·金的遭遇》是她在《私人诊所》中最满意的其中一集，还称这集令她的创作水准得以提升。

《夏洛特·金的遭遇》全长43分钟，由珊达·莱梅斯编剧，阿利森·利迪-布朗（Allison Liddi-Brown）执导。剧中音乐由克里斯塔尔·哈提卜（Christal A. Khatib）编辑，格雷戈里·范霍恩（Gregory Van Horn）则是节目的艺术指导设计师。剧集开场时响起的曲目是约翰·塞巴斯蒂安·巴赫的《大调前奏曲与赋格》。莱姆斯在剧本创作期间得到美国反强奸、虐待和乱伦国家网络组织（Rape, Abuse & Incest National Network，简称）协助，确保金在事后的反应尽可能真实。莱姆斯之后表示，《夏洛特·金的遭遇》是她在《私人诊所》中最满意的其中一集，觉得她本人在剧本创作期间也有所转变。

听闻莱姆斯的构想后，斯特瑞兰德认同编剧的意见，遭遇强奸会对人物产生重大而深远的影响，所以这些影响不应局限在一集内，还需在今后的剧情中体现出来。她很喜欢这集剧本，称赞其中描绘的受害人更加真实，用很可能在电视上以前所未见的方式给予观众最真切的体会。除与美国反强奸、虐待和乱伦国家网络组织交换意见外，斯特瑞兰德到访位于圣莫尼卡的加利福尼亚大学洛杉矶分校医疗中心强奸治疗中心，了解某青年女子的入院治疗情况，为之后的演出打基础。她还走访受害人及其亲友，了解各人在自己或亲友遭遇性侵犯后的反应。同强奸医疗中心共同研究后，剧组决定让金不愿上报强奸案。斯特瑞兰德支持这项决定，称这是人物发展中至关重要的方面。《夏洛特·金的遭遇》用大部分篇幅描绘受害人的心理反应，斯特瑞兰德对此表示：
这种形式的侵犯会对人的身心构成巨大冲击，其后的影响也将非常深远，（受害者）可能会有各种不同的反应。我觉得对于夏洛特这种控制欲很强、直截了当而且非常沉着的人来说，这件事会对她的整个人生产生翻天覆地的影响，我甚至认为她可能都不知道应当怎样理顺自己的遭遇，也不知道究竟要如何自处。——卡迪·斯特瑞兰德接受访谈。
据斯特瑞兰德表示，拍摄受害人被强奸后的反应令人“身心俱疲”，比拍摄强奸桥段要困难得多。考虑到拍摄强奸戏需要非常残暴的动作，她还和布兰登定下安全暗号。拍摄这场戏对斯特瑞兰德的影响非常大，此后她甚至难以在之前拍摄强奸戏的片场演出。在她看来，强奸桥段的拍摄过程“紧张”而“真实”，但“无论任何方面都不能同他人的真实遭遇相提并论。”剧中的强奸犯麦克亨利由布兰登扮演，此前他最具知名度的角色是《吸血鬼猎人巴菲》中的喜剧人物山德·哈里斯（Xander Harris）。斯特瑞兰德认为麦克亨利的所做所为并不是发疯，因为强奸犯“几乎都是我们身边的人”，在她看来，布兰登同意出演这个角色堪称“勇敢”。
斯特瑞兰德还称，剧中每个人物都受到这起强奸案影响。身为受害人的男友，弗里德曼的反应无疑是节目的探索目标，在安德斯坦看来，弗里德曼同金之间的互动表明他是“有意识、有担当的21世纪男性。”斯特瑞兰德认为，蒙哥马利在受害人不知情的情况下用强奸试剂盒在金身上检查一事会对未来的剧情发展产生重大影响，特纳此前有过类似的痛苦经历，所以得知案情后坚持要向金提供帮助。《私人诊所》第四季的和蓝光光盘包含有本集的幕后花絮，以及其他有关这场强奸案的信息，题为《内幕：夏洛特·金遭遇的侵犯》（An Inside Look: The Violation of Charlotte King）。

## 反响

### 播映
《夏洛特·金的遭遇》于2010年11月4日经美国广播公司在美国首播，观众人数约有1018万，是当晚观众人数第五高的电视节目，仅次于哥伦比亚广播公司的《生活大爆炸》、《老爸说脏话》（$h*! My Dad Says）、《犯罪现场调查》和《超感神探》，与平均收视率为7.68的上集《家庭以内》（All in the Family）相比大涨44%。本集在18至49岁年龄段人群中的尼尔森家庭收视比率为3.9/11，在东部时区晚十点时间段居首。由于剧情涉及暴力，剧集播出时附有观众酌情警示信息。《私人诊所》的下一集《下一步》（What Happens Next）收视成绩又大幅回落，观众总数约为821万。

### 专业评价

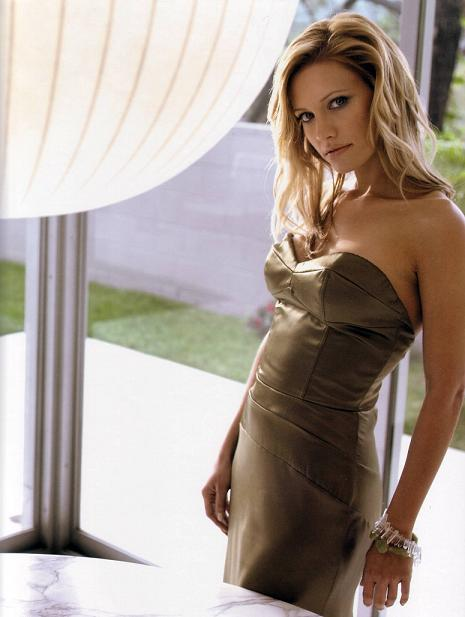
卡迪·斯特瑞兰德的演出获得评论界高度评价

影评人对本集大多持正面看法，《电视指南》就把《夏洛特·金的遭遇》选入2010年最优秀的25集电视剧。《密歇根日报》（The Michigan Daily）的亚历克·斯特恩（Alec Stern）称赞这集是《私人诊所》品质进步的例证；布赖恩·福特·沙利文在线上评论网站发文，把本集列入2010年最优秀的50集电视剧。节目播出后，斯特瑞兰德的表演立刻就赢得普遍赞誉。《电视指南》刊登的评论认为她在本集中的演出完全值得艾美奖肯定，而且弗里德曼首度看到金伤势的场景是如此真实，令观众几乎忘记这只是电视节目。网站则在文章中称，斯特瑞兰德是2011年艾美奖最大的遗珠之一。《E!新闻》的克里斯汀·多斯桑托斯（Kristin dos Santos）同样认为斯特瑞兰德理应得到艾美奖提名，网站的温斯顿·迈兹（Winston Mize）则在文章中称，斯特瑞兰德本应获得大堆奖项肯定，但却“都被人抢走了”。网站的史蒂夫·马西（Steve Marsi）对《夏洛特·金的遭遇》观感甚佳，称节目题材的表现难度很大，但其节奏配合斯特瑞兰德的演出依然令观众沉浸其中，难以自拔。
剧中对强奸案发后影响的表现形式同样获得电视评论员的普遍赞誉。温斯顿·迈兹就觉得本集是莱梅斯最优秀的作品之一，而且没有对案件本身过度发挥，刻意强加戏剧冲突或筹码。在线新闻和评论网站的专栏在文章中指出，《夏洛特·金的遭遇》既激烈又令人不安，悲壮的同时还非常感人，对于强奸案的描绘精准微妙，处处体现出高度责任感。珍妮弗·阿罗（Jennifer Arrow）在《新闻》网站发文，称剧中的强奸桥段是“传媒史上对强奸最为切实的描绘”，还特别指出布兰登本以出演《吸血鬼猎人巴菲》中的喜剧人物为人所知，但却在本集出演罪大恶极的人物，鲜明对比值得称道。
部分评论把剧中强奸场景及之后的余波同其他节目的类似情节对比。阿罗举出频道犯罪题材电视剧《混乱之子》中的杰玛·特勒·莫罗（Gemma Teller Morrow）和CW电视网青春剧《90210》中的娜奥米·克拉克（Naomi Clark）为例，称两人同金一样是“坚强而严肃的女性，通常在所处环境中占有主导地位”，但三人遭强奸后都没有报案，在阿罗看来，这都属于电视上强奸剧情的惯常发展趋势。她还进一步指出，剧中受害人都决定不报案可能源自更为普遍的文化信仰，“女人总是会默不吭声。”史蒂夫·马西认为，剧中实时呈现案情、以大量篇幅关注人物反应的表现风格让人想到《法律与秩序：特殊受害者》。亚历克·斯特恩表示，珊达·莱梅斯在她主创的三部电视剧里都加入性侵犯的内容，在他看来，金的人物发展无疑比美国广播公司电视剧《丑闻》中的梅莉·格兰特（Mellie Grant）被强奸前后的剧情发展要优秀得多。

### 荣誉和影响
2011年，美国电视艺术与科学学院授予本集电视学院荣誉奖，称其是“电视良知”的例证，赞扬剧集“生动呈现性侵罪行”。《私人诊所》此前还曾于2010年因第二季第13集《无所畏惧》（Nothing to Fear）涉足医生协助自杀题材获得电视学院荣誉奖。《夏洛特·金的遭遇》获第13届女性形象网奖正剧类电视剧集奖，还因真实呈现强奸案入围健康哨兵奖主线剧情类黄金时段正剧剧集奖，但最终不敌关注亚斯伯格症候群的《为人父母》第二季剧集《品质和困难》（Qualities and Difficulties）。本集还同之后的剧集《下一步》和《归途漫漫何处觅》（Can't Find My Way Back Home）一起为《私人诊所》获得奖正剧类最佳心理健康多集剧情电视剧提名，但最终败给《为人父母》的第一和第二季。
美国反强奸、虐待和乱伦国家网络组织授予莱梅斯和斯特瑞兰德希望奖，表彰两人“在教导公众如何防范性侵犯上的努力。”斯特瑞兰德表示，她曾考虑递交本集同之后的剧集《归途漫漫何处觅》和《盲目的爱》（Blind Love）参与第63届黄金时段艾美奖竞争，但最终未获提名。不过，她还是在2011年奖角逐中获正剧类多集剧情最佳电视剧女演员奖。莱梅斯因创作《夏洛特·金的遭遇》获2011年有色人种促进协会形象奖正剧类电视剧杰出编剧奖。
《夏洛特·金的遭遇》播映后，美国反强奸、虐待和乱伦国家网络组织收到的协助请求比之前高出五倍，网站服务器一度崩溃。斯特瑞兰德参与制作公益广告，旨在提升公众对性虐待和强奸罪行的认识，她还称有许多遭遇性侵的幸存者给她发来电子邮件。节目播出后，美国反强奸、虐待和乱伦国家网络组织称斯特瑞兰德是“提倡在侦破强奸案时采用证据的代言人。”